# نیماعت‌حپ

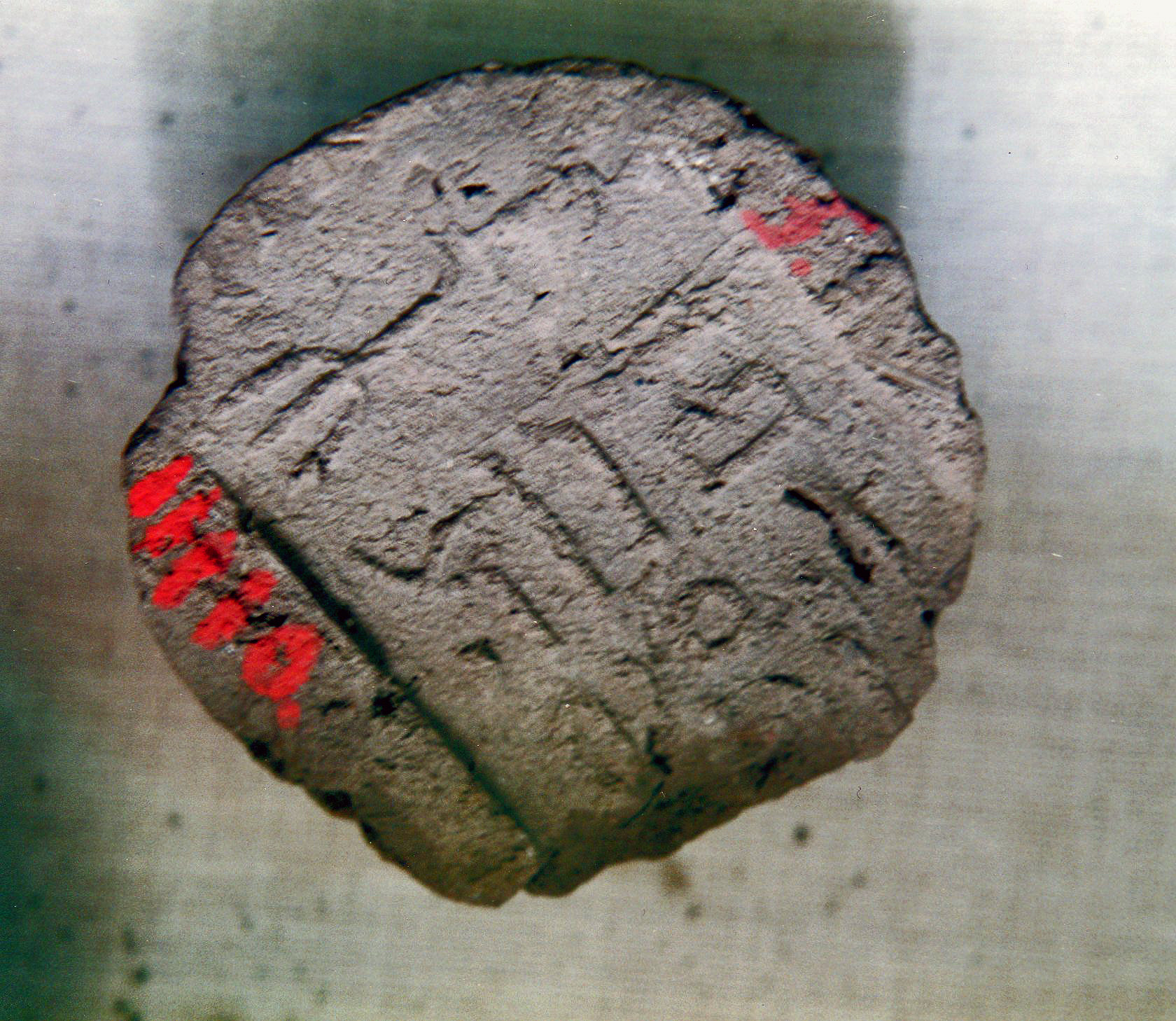
قطعه‌ای از اثر مهر روی خاک رس که عنوان «مادر پسران پادشاه»، نیماعت‌حپ را ذکر می‌کند. او مادر جوزر و همسر خسه‌خموی بود. این اثر در اصل از ابیدوس، ام‌القعاب، مقبرهٔ V (مقبرهٔ خسه‌خموی) به دست آمده و اکنون در موزهٔ مصر در قاهره نگهداری می‌شود.

نیماعت‌حپ (همچنین به صورت نیماعت-حاپی و نیهاپ-معات نیز خوانده می‌شود) یک ملکهٔ مصر باستان در دوران گذار از دودمان دوم مصر به دودمان سوم مصر بود. احتمالاً نیماعت‌حپ به عنوان نایب‌السلطنه برای پسرش جوزر عمل کرده است.
او از یک فرهنگ تدفین پایدار برخوردار بوده است.

## گواهی‌ها
نام نیماعت‌حپ بر روی مهرهای گلی کشف‌شده، عمدتاً در مقبرهٔ شاه (فرعون) خسه‌خموی، آخرین فرمانروای دودمان دوم، ظاهر شده است. مهرهای دیگری نیز در بیت خلاف، در محل مقبره‌های مصطبه‌ای «K1» و «K2» یافت شده‌اند، اما ارتباط صاحبان اصلی این مقبره‌ها با نیماعت‌حپ مشخص نیست. نام او همچنین بر روی قطعاتی از تخته‌سنگ‌های هلیوپلیس دیده می‌شود که نیماعت‌حپ را در کنار ملکه هتفرنبتی (همسر جوزر) و شاهدخت اینیت‌کاعس (دختر جوزر) نشان می‌دهند که در پای فرعون جوزر زانو زده‌اند. این نقش‌برجسته‌ها نشان می‌دهند که نیماعت‌حپ در آن زمان هنوز زنده بوده و در دست‌کم یک مراسم جشن سد شرکت کرده است. با این حال، نام نیماعت‌حپ در هرم جوزر در سقاره ظاهر نمی‌شود و به جای آن، تصاویری از خدای مرگ و مومیایی‌ها، آنوبیس، جایگزین شده‌اند.
نام نیماعت‌حپ همچنین در یکی از کتیبه‌های مقبرهٔ مقام عالی‌رتبهٔ مصری متجن، که در دورهٔ سلطنت هونی و سنفرو فعالیت می‌کرد، یافت شده است. متجن عنوان «سرپرست خانهٔ کای نیماعت‌حپ» را داشت، که به معنای نظارت و مدیریت آیین تدفین ملکه بود. مصرشناسان این موضوع را نشانه‌ای از شهرت نیماعت‌حپ در طول پادشاهی کهن مصر می‌دانند.

## هویت

### نام شخصی
نام نیماعت‌حپ همچنین به‌صورت نیماعت‌حاپی خوانده می‌شود و به خدای زمین آپیس مرتبط است. این شباهت با نام ملکهٔ خنت‌حپ از دودمان نخست مصر نشان می‌دهد که احتمالاً عنوان «گاو نر مادرش» که بعدها برای شاهان به‌کار رفت، از همین ارتباط الهام گرفته باشد. در گذشته، نام او به‌عنوان هپن‌معات خوانده می‌شد، زیرا هجاهای هاپی هنوز به‌عنوان نام خدای هاپی شناخته نشده بودند.

### القاب
به‌عنوان یک ملکه، نیماعت‌حپ دارای چندین لقب برجسته بود:
- مادر یک پادشاه (مصری: Mwt-neswt-bity). مهم‌ترین لقب نیماعت‌حپ که ثابت می‌کند او مادر دست‌کم یک فرعون بوده است.[۷][۸]
- مادر فرزندان سلطنتی (مصری: Mwt-mesw-nesw). این عنوان منحصربه‌فرد ممکن است نشان دهد که نیماعت‌حپ چندین وارث سلطنتی به دنیا آورده است.[۷][۸]
- همسر پادشاه (مصری: hemet-nesw). این عنوان بر روی یک لیوان گرانیتی دیده شده است، اما اعتبار این شیء از سوی پژوهشگران زیر سؤال رفته است.[۷]
- کسی که چیزی را می‌گوید و بلافاصله انجام می‌شود (مصری: Djed-khetneb-iret-nes). این عنوان به‌ندرت ذکر شده، اما نشان‌دهندهٔ قدرت اجرایی ملکه در دربار سلطنتی است.[۷][۸]
- مهرزن کارگاه کشتی‌سازی (مصری: Sedjawty-Khwj-retek). مشخص نیست که این عنوان متعلق به خود او بوده یا مهر مربوط به یک مقام ناشناس در کارگاه کشتی‌سازی بوده است.[۷][۸]

### خانواده
نیماعت‌حپ عموماً به عنوان همسر فرعون خسه‌خموی شناخته می‌شود. این استنباط بر اساس این واقعیت است که بیشتر مهرهای او در مقبرهٔ خسه‌خموی در ابیدوس یافت شده‌اند. مشخص نیست که نیماعت‌حپ چند فرزند داشته است. جوزر، جانشین بلافصل او، سخم‌خت و جانشین وی، ساناخت به‌طور متغیر به عنوان پسران نیماعت‌حپ در نظر گرفته می‌شوند.

## نقش تاریخی
نظریه‌های قدیمی‌تر بر این باور بودند که نیماعت‌حپ دختر خسه‌خموی بوده، با شاهی به نام نبکا ازدواج کرده و جوزر «نخستین پادشاه مشروع» از این دودمان بوده است. این نظریه با فهرست‌های شاهی دورهٔ رامسسی هماهنگ بود، که دودمان سوم را با شاه نبکا آغاز می‌کنند. همچنین این نظریه با نوشته‌های مانثون مطابقت داشت، که شاهی به نام نچرؤفِس را پیش از شاه جوزر (که او را توسورتروس نامیده) قرار داده است.
با این حال، این نظریه‌ها اکنون رد شده‌اند، زیرا تعداد زیادی از مهرهای گلی (و برخی کتیبه‌های ظروف سنگی) که القاب نیماعت‌حپ مانند «مادر شاه مصر علیا و سفلا»، «مادر فرزندان سلطنتی» و «همسر شاه» را نشان می‌دهند، کشف شده‌اند. امروزه باور بر این است که نیماعت‌حپ یک شاهدخت از خاندان سلطنتی شمالی بوده است. زمانی که خسه‌خموی با این خاندان در مصر علیا جنگید و پیروز شد، نیماعت‌حپ به عنوان نوعی غنیمت جنگی به او داده شد.
پژوهشگران امروزه همچنین متقاعد شده‌اند که جوزر بنیان‌گذار یک دودمان جدید بوده است، زیرا او و نیماعت‌حپ خسه‌خموی را در گورستان تینیس در ابیدوس به خاک سپردند، اما جوزر یک گورستان جدید در منف در سقاره بنا کرد. جوزر پدرش را در مکانی که خانهٔ خسه‌خموی در آن قرار داشت دفن کرد. جوزر و نیماعت‌حپ با یکدیگر ترتیب مراسم خاکسپاری را دادند. پس از آن، نیماعت‌حپ احتمالاً برای چند سال از پسرش حمایت کرد، چنان‌که قطعه‌ای از یک نقش برجسته در هلیوپلیس ممکن است نشان‌دهندهٔ این موضوع باشد. پس از مرگش، نیماعت‌حپ برای مدتی طولانی به یاد آورده شده و به عنوان یکی از بنیان‌گذاران دودمان جدید مورد تکریم قرار گرفت، چنان‌که آیین تدفین کشیش سلطنتی دودمان چهارم، متجن، این را ثابت می‌کند.

## مقبره
مقبرهٔ نیماعت‌حپ به‌طور قطعی شناسایی نشده است. برخی از مصرشناسان معتقدند که مصطبهٔ K1 در بیت خلاف متعلق به او است، زیرا مقدار قابل توجهی از مهرهای دارای نام او در این مقبره یافت شده است. دیگر پژوهشگران بر این باورند که نیماعت‌حپ در ابتدا قرار بود در ابیدوس دفن شود، به دلیل ازدواجش با خسه‌خموی. اما سپس احتمالاً در ابوصیر به خاک سپرده شد، زیرا یک مقام عالی‌رتبه به نام متجن مسئول آیین تدفین این ملکه بود. معمولاً، ناظر یک آیین تدفین در نزدیکی مقبره‌ای که بر آن نظارت داشت، دفن می‌شد.